# 왕배초등학교
왕배초등학교는 대한민국 경기도 화성시 목동에 있는 공립 초등학교이다.

## 연혁
- 2016.08.22 왕배초등학교 개교
- 2016.08.22 초대 이상근 교장선생님 취임
- 2016.08.22 초등학교 12학급, 유치원 3학급 편성
- 2019.03.01 초등학교 48학급, 유치원3학급 편성